# Paul Traynor
Paul Traynor (* 14. September 1977 in Thunder Bay, Ontario) ist ein ehemaliger kanadischer Eishockeyspieler, der einen Großteil seiner Karriere in der Deutschen Eishockey Liga (DEL) verbrachte. Dort spielte der Verteidiger für die Kölner Haie, Iserlohn Roosters, Grizzly Adams Wolfsburg und Nürnberg Ice Tigers.

## Karriere
Paul Traynor begann seine Karriere 1994 bei den Kitchener Rangers in der kanadischen Juniorenliga OHL. Nach seiner ersten Saison wurde der Verteidiger beim NHL Entry Draft 1995 in der siebten Runde an 162. Stelle von den Winnipeg Jets gezogen, kam allerdings zu keinen Einsätzen in der National Hockey League. Zur Saison 1997/98 unterschrieb Traynor seinen ersten Profivertrag und spielte bis 2004 in Nordamerika. Seine Stationen waren die AHL-Teams Albany River Rats, Rochester Americans und Syracuse Crunch, die IHL-Teilnehmer Michigan K-Wings und Utah Grizzlies sowie die Raleigh IceCaps, South Carolina Stingrays, Charlotte Checkers und Trenton Titans aus der East Coast Hockey League. Dort erwarb sich Traynor den Ruf eines soliden und fairen Stay-at-home-Verteidigers.
Zur Spielzeit 2004/05 wechselte der Abwehrspieler zu den Kölner Haie in die Deutsche Eishockey Liga (DEL), wo er erneut die Rolle des defensiven Verteidigers übernahm. Nach zwei Jahren in der Domstadt unterschrieb der Kanadier einen Vertrag für die Saison 2006/07 bei den Iserlohn Roosters, bei denen er wegen seiner körperlich harten Spielweise den Beinamen „Hooligan“ erhielt. In Iserlohn wurde Traynors Spielweise zusehends offensiver, sodass er am Ende seine Punkteausbeute mehr als verdoppeln konnte. Anfang 2007 verlängerte der Publikumsliebling seinen Kontrakt vorzeitig um zwei weitere Jahre. Auch in seiner zweiten Spielzeit im Sauerland übernahm der Verteidiger neben den defensiven auch offensive Aufgaben und verbuchte am Ende der Saison mit sechs Toren und insgesamt 40 Punkten neue Karrierebestmarken. In der Saison 2008/09 wurde er zum zweiten Mal nach 2006 für den Deutschland Cup ins Team Kanada berufen und konnte das Turnier gewinnen. Mit den Roosters verpasste er im Gegensatz zum Vorjahr die Playoffs, war allerdings mit 11 erzielten Toren der gefährlichste Iserlohner Abwehrspieler. Zudem kletterte Traynor auf Platz 5 der besten Vorlagengeber in der Geschichte der Roosters. 
Zur Saison 2009/10 fand ein Umbruch in der Verteidigung der Sauerländer statt, sodass der Kanadier bei den Grizzly Adams Wolfsburg einen Zweijahresvertrag unterzeichnete. Nach Ablauf seines Vertrags wurde Traynor zur Saison 2011/12 von den Nürnberg Ice Tigers verpflichtet. Nach einer Saison in Norwegen, wo er mit den Stavanger Oilers die Meisterschaft gewann, beendete er seine Karriere. 

## Erfolge und Auszeichnungen
- 2008 Deutschland-Cup-Sieger mit dem Team Kanada
- 2009 Teilnahme am DEL All-Star Game
- 2013 Norwegischer Meister mit den Stavanger Oilers

## Karrierestatistik
(Legende zur Spielerstatistik: Sp oder GP = absolvierte Spiele; T oder G = erzielte Tore; V oder A = erzielte Assists; Pkt oder Pts = erzielte Scorerpunkte; SM oder PIM = erhaltene Strafminuten; +/− = Plus/Minus-Bilanz; PP = erzielte Überzahltore; SH = erzielte Unterzahltore; GW = erzielte Siegtore; 1 Play-downs/Relegation; Kursiv: Statistik nicht vollständig)